# American Beauty (Album)
American Beauty ist das fünfte Studioalbum der Band Grateful Dead. Es wurde zwischen August und September 1970 aufgenommen und im November 1970 veröffentlicht.
2003 erreichte das Album Platz 258 auf der Liste der 500 besten Alben aller Zeiten der Zeitschrift Rolling Stone. Das Albumcover von American Beauty war 1991 an 57. Stelle der Liste der besten Albumcover aller Zeiten derselben Zeitschrift zu finden.

## Geschichte
Die Band begann mit den Aufnahmen zu American Beauty nur ein paar Monate nach der Veröffentlichung von Workingman’s Dead. Erstaunlicherweise nahm die Band das Album ohne ihre Tontechniker „Bob & Betty“ (Bob Matthews und Betty Cantor-Jackson) auf, die für die Medicine-Ball-Caravan-Tour (an der Grateful Dead ursprünglich auch teilnehmen sollte) unterwegs waren, was dazu führte, dass der leitende Techniker Steve Barncard Bob Matthews als Produzent ablöste – „ein Zug, über den er sich bis heute ärgert“.
Sowohl Workingman’s Dead als auch American Beauty galten als extrem innovativ, vor allem aufgrund der Verschmelzung verschiedener Musikstile, wie Bluegrass, Rock ’n’ Roll, Folk oder Country. Wie schon Workingman’s Dead beinhaltet American Beauty kein Gitarrensolo von Jerry Garcia. Während der Aufnahmen zu diesem Album arbeitete Garcia erstmals zusammen mit dem Mandolinisten David Grisman. „Ich traf Jerry zufällig bei einem Baseballspiel in Fairfax, und er sagte: 'Hey, willst du auf der Platte spielen, die wir gerade machen?'“, kommentierte Grisman.
Truckin’/Ripple wurde als Single veröffentlicht und die Titel Sugar Magnolia und Friend of the Devil wurden oft im Radio gespielt. In seinem Buch über Garcia merkte Blair Jackson an: „Wenn du 1970 Rock ’n' Roll mochtest, aber nicht die Dead, hattest du Pech, denn in jenem Sommer und Herbst führte kein Weg an ihnen vorbei.“ American Beauty erreichte Platz #30 in den Billboard-Pop-Album Charts (Nordamerika), während die Single Truckin’ Platz #64 in den Pop-Single Charts erreichte und beachtlichen Erfolg bei den Radiostationen hatte. American Beauty ist das vorerst letzte Album mit Mickey Hart bis zu seiner Rückkehr zur Band 1975.

## Titelliste

### Erstveröffentlichung

#### Seite eins
1. Box of Rain (Hunter, Lesh) – 5:16
2. Friend of the Devil (Garcia, Dawson, Hunter) – 3:20
3. Sugar Magnolia (Weir, Hunter) – 3:15
4. Operator (Ron McKernan) – 2:21
5. Candyman (Garcia, Hunter) – 5:12

#### Seite zwei
1. Ripple (Garcia, Hunter) – 4:10
2. Brokedown Palace (Garcia, Hunter) – 4:18
3. Till the Morning Comes (Garcia, Hunter) – 3:13
4. Attics of My Life (Garcia, Hunter) – 5:09
5. Truckin’ (Garcia, Lesh, Weir, Hunter) – 5:09

Dieselbe Titelliste gilt auch für die CD-Versionen von 1987 und 2001.

### 2003 Reissue
1. Box of Rain (Hunter, Lesh) – 5:18
2. Friend of the Devil (Garcia, Dawson, Hunter) – 3:24
3. Sugar Magnolia (Weir, Hunter) – 3:19
4. Operator (Ron McKernan) – 2:25
5. Candyman (Garcia, Hunter) – 6:12
6. Ripple (Garcia, Hunter) – 4:09
7. Brokedown Palace (Garcia, Hunter) – 4:09
8. Till the Morning Comes (Garcia, Hunter) – 3:09
9. Attics of My Life (Garcia, Hunter) – 5:14
10. Truckin’ (Garcia, Lesh, Weir, Hunter) – 5:17
11. Truckin’ (single edit) – 3:17
12. Friend of the Devil (live) – 4:21
13. Candy Man (live) – 5:18
14. Till the Morning Comes (live) – 3:20
15. Attics of My Life (live) – 6:31
16. Truckin’ (live) – 10:10

## Zusätzliche Mitwirkende
- Dave Torbert – E-Bass bei Box of Rain
- David Nelson – E-Gitarre bei Box of Rain
- David Grisman – Mandoline bei Friend of the Devil und Ripple
- Howard Wales – Orgel bei Candyman und Truckin und Klavier bei Brokedown Palace
- Ned Lagin – Klavier bei Candyman
- New Riders of the Purple Sage
- Robert Hunter – Texte

## Chartplatzierungen
Album – Billboard
| Jahr | Chart     | Position |
| ---- | --------- | -------- |
| 1971 | Pop-Alben | 30       |

Singles – Billboard
| Jahr | Single     | Chart       | Position |
| ---- | ---------- | ----------- | -------- |
| 1971 | „Truckin’“ | Pop-Singles | 64       |

RIAA-Auszeichnungen
| Auszeichnung      | Datum            |
| ----------------- | ---------------- |
| Gold              | 7. Juli 1974     |
| Platin            | 13. Oktober 1986 |
| Multi-Platin (2×) | 24. August 2001  |